# (3428) Roberts
(3428) Roberts (1952 JH) – planetoida z pasa głównego asteroid okrążająca Słońce w ciągu 4,35 lat w średniej odległości 2,66 j.a. Została odkryta w Goethe Link Observatory 1 maja 1952 roku.